# People's Choice Awards 2005
La 31ª edizione dei People's Choice Awards, presentata da Jason Alexander e Malcolm-Jamal Warner, si è svolta al Pasadena Civic Auditorium (Pasadena)  il 9 gennaio 2005 ed è stata trasmessa dalla CBS.
In seguito sono elencate le categorie. Il relativo vincitore è stato indicato in grassetto.

## Cinema

### Film

#### Film preferito
- Fahrenheit 9/11, regia di Michael Moore
- Shrek 2, regia di Andrew Adamson, Kelly Asbury e Conrad Vernon
- Spider-Man 2, regia di Sam Raimi

#### Film drammatico preferito
- La passione di Cristo (The Passion of the Christ), regia di Mel Gibson
- The Bourne Supremacy, regia di Paul Greengrass
- Collateral, regia di Michael Mann
- Neverland - Un sogno per la vita (Finding Neverland), regia di Marc Forster
- Ray, regia di Taylor Hackford

#### Film commedia preferito
- Shrek 2, regia di Andrew Adamson, Kelly Asbury e Conrad Vernon
- 30 anni in 1 secondo (13 Going on 30), regia di Gary Winick
- Anchorman - La leggenda di Ron Burgundy (Anchorman: The Legend of Ron Burgundy), regia di Adam McKay
- Che pasticcio, Bridget Jones! (Bridget Jones: The Edge of Reason), regia di Beeban Kidron
- Mean Girls, regia di Mark Waters

#### Film d'animazione preferito
- Shrek 2, regia di Andrew Adamson, Kelly Asbury e Conrad Vernon
- Gli Incredibili - Una "normale" famiglia di supereroi (The Incredibles), regia di Brad Bird
- Polar Express (The Polar Express), regia di Robert Zemeckis
- SpongeBob - Il film (The SpongeBob SquarePants Movie), regia di Stephen Hillenburg
- Team America: World Police, regia di Trey Parker

#### Sequel preferito
- Shrek 2, regia di Andrew Adamson, Kelly Asbury e Conrad Vernon
- Che pasticcio, Bridget Jones! (Bridget Jones: The Edge of Reason), regia di Beeban Kidron
- Harry Potter e il prigioniero di Azkaban (Harry Potter and the Prisoner of Azkaban), regia di Alfonso Cuarón
- Kill Bill: Volume 2, regia di Quentin Tarantino
- Spider-Man 2, regia di Sam Raimi

### Recitazione

#### Attore cinematografico preferito
- Johnny Depp
- George Clooney
- Tom Cruise
- Tom Hanks
- Denzel Washington

#### Attrice cinematografica preferita
- Julia Roberts
- Nicole Kidman
- Julianne Moore
- Charlize Theron
- Reese Witherspoon

#### Attore protagonista preferito
- Brad Pitt
- Zach Braff
- Jim Carrey
- Colin Farrell
- Jude Law

#### Attrice protagonista preferita
- Renée Zellweger – Che pasticcio, Bridget Jones! (Bridget Jones: The Edge of Reason)
- Drew Barrymore – 50 volte il primo bacio (50 First Dates)
- Jennifer Garner – 30 anni in 1 secondo (13 Going on 30)
- Natalie Portman
- Kate Winslet

#### Attore preferito in un film d'azione
- Will Smith
- Matt Damon
- Hugh Jackman
- Tobey Maguire
- Viggo Mortensen

#### Attrice preferita in un film d'azione
- Angelina Jolie
- Kate Beckinsale
- Halle Berry
- Keira Knightley
- Uma Thurman

#### Attore preferito in un film d'animazione
- Eddie Murphy (voce originale di Ciuchino) – Shrek 2
- Antonio Banderas (voce originale del Gatto con gli Stivali) – Shrek 2
- Mike Myers (voce originale di Shrek) – Shrek 2

#### Combinazione preferita cinematografica
- Drew Barrymore e Adam Sandler – 50 volte il primo bacio (50 First Dates)
- Jim Carrey e Kate Winslet – Se mi lasci ti cancello (Eternal Sunshine of the Spotless Mind)
- Johnny Depp e Kate Winslet – Neverland - Un sogno per la vita (Finding Neverland)
- Kirsten Dunst e Tobey Maguire – Spider-Man 2
- Ben Stiller e Owen Wilson – Starsky & Hutch

## Televisione

### Programmi

#### Serie TV drammatica preferita
- CSI - Scena del crimine (CSI: Crime Scene Investigation)
- Alias
- Una mamma per amica (Gilmore Girls)
- The O.C.
- I Soprano (The Sopranos)

#### Serie TV commedia preferita
- Will & Grace
- That '70s Show
- Tutti amano Raymond (Everybody Loves Raymond)

#### Competition show preferito
- American Idol
- The Amazing Race
- The Apprentice (versione italiana)
- Last Comic Standing
- Survivor

#### Reality show preferito
- Newlyweds: Nick and Jessica
- Airline
- The Real World
- The Surreal Life
- Wife Swap

#### Reality show "makeover" preferito
- Extreme Makeover: Home Edition
- Pimp My Ride
- Queer Eye (versione italiana)
- Trading Spaces
- What Not to Wear

#### Nuova serie TV drammatica preferita
- Desperate Housewives
- Boston Legal
- CSI: NY
- Jack & Bobby
- Lost

#### Nuova serie TV commedia preferita
- Joey
- Father of the Pride
- Scrubs - Medici ai primi ferri (Scrubs)
- Selvaggi (Complete Savages)

### Recitazione e conduzione

#### Star maschile televisiva preferita
- Matt LeBlanc – Joey
- Jason Bateman – Arrested Development - Ti presento i miei (Arrested Development)
- Zach Braff – Scrubs - Medici ai primi ferri (Scrubs)
- Matthew Fox – Lost
- James Spader – Boston Legal

#### Star femminile televisiva preferita
- Marg Helgenberger – CSI - Scena del crimine (CSI: Crime Scene Investigation)
- Jennifer Garner – Alias
- Megan Mullally – Will & Grace

#### Conduttore/conduttrice preferito/a di un talk show diurno
- Ellen DeGeneres – The Ellen DeGeneres Show
- Tony Danza – The Tony Danza Show
- Phil McGraw – Dr. Phil
- Regis Philbin e Kelly Ripa – Live! with Kelly and Michael
- Oprah Winfrey – The Oprah Winfrey Show

#### Conduttore preferito di un talk show serale
- David Letterman – Late Show with David Letterman
- Jimmy Kimmel – Jimmy Kimmel Live!
- Jay Leno – The Tonight Show
- Conan O'Brien – Late Night with Conan O'Brien
- Jon Stewart – The Daily Show

## Musica

### Artista maschile preferito
- Usher
- Josh Groban
- John Mayer

### Artista femminile preferita
- Alicia Keys
- Sheryl Crow
- Avril Lavigne

### Gruppo musicale preferito
- U2
- OutKast
- Maroon 5

### Artista country maschile preferito
- Tim McGraw
- Toby Keith
- Willie Nelson

### Artista country femminile preferita
- Shania Twain
- Martina McBride
- Reba McEntire

### Gruppo country preferito
- Brooks & Dunn
- Alison Krauss & Union Station
- Lonestar

### Collaborazione preferita
- Ludacris, Lil Jon e Usher – Yeah!
- The Black Eyed Peas e Justin Timberlake  – Where Is the Love?
- Norah Jones e Dolly Parton – The Grass is Blue

### Cover preferita
- The First Cut is the Deepest, Sheryl Crow (versione originale di P. P. Arnold, poi Cat Stevens)
- It's My Life, No Doubt (versione originale dei Talk Talk)
- Take My Breath Away, Jessica Simpson (versione originale dei Berlin)

## Altri premi

### Star maschile comica preferita
- Jim Carrey
- Jack Black
- Will Ferrell
- Jon Stewart

### Star femminile comica preferita
- Ellen DeGeneres
- Tina Fey
- Debra Messing
- Megan Mullally
- Wanda Sykes

### Sorriso preferito
- Julia Roberts
- Jennifer Lopez
- Sarah Jessica Parker

### Capigliatura preferita
- Jennifer Garner
- Kate Hudson
- Charlize Theron

### Look preferito
- Kate Hudson
- Cameron Diaz
- Natalie Portman